# Louvre Hotels

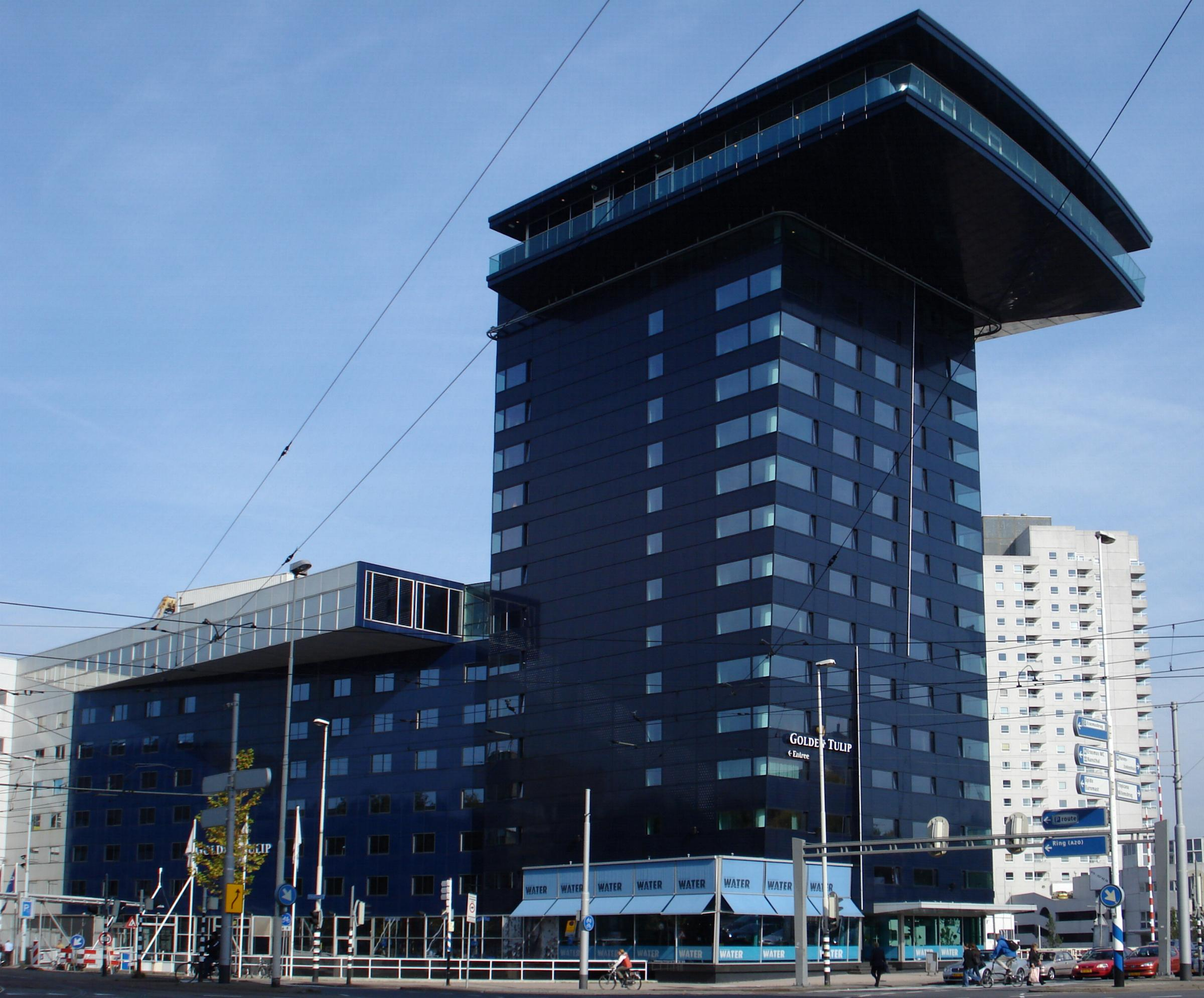
Hotel sieci Golden Tulip w Rotterdamie, fot. 2008 r.

Louvre Hotels – francuska grupa hotelowa działająca na rynku turystycznym.
Prowadzi następujące sieci hoteli:
- Golden Tulip
- Tulip Inn
- Royal Tulip
- Kyriad
- Kyriad Prestige
- Campanile
- Hotele Premiere Classe